# Prinasura
Prinasura este un gen de insecte lepidoptere din familia Arctiidae.

Cladograma conform Catalogue of Life:
| Prinasura | \| \| Prinasura pyrrhopsamma \| \| \| \| \| \| Prinasura structa \| \| \| \| |
|           | \| \| Prinasura pyrrhopsamma \| \| \| \| \| \| Prinasura structa \| \| \| \| |
|           | Prinasura pyrrhopsamma                                                       |
|           |                                                                              |
|           | Prinasura structa                                                            |
|           |                                                                              |